# Rouseite
La rouseite è un minerale.